# L. Armeekorps
Das L. Armeekorps (50. Armeekorps) war ein Großverband der deutschen Wehrmacht und wurde 1941 am Balkan und 1941 bis 1945 gegen die Sowjetunion eingesetzt.

## Aufstellung und Einsätze
Das Generalkommando L. Armeekorps wurde am 8. Oktober 1940 im Wehrkreis V (Stuttgart) aufgestellt, General der Infanterie Georg Lindemann wurde der erste Kommandierende General des Korps.

### 1941

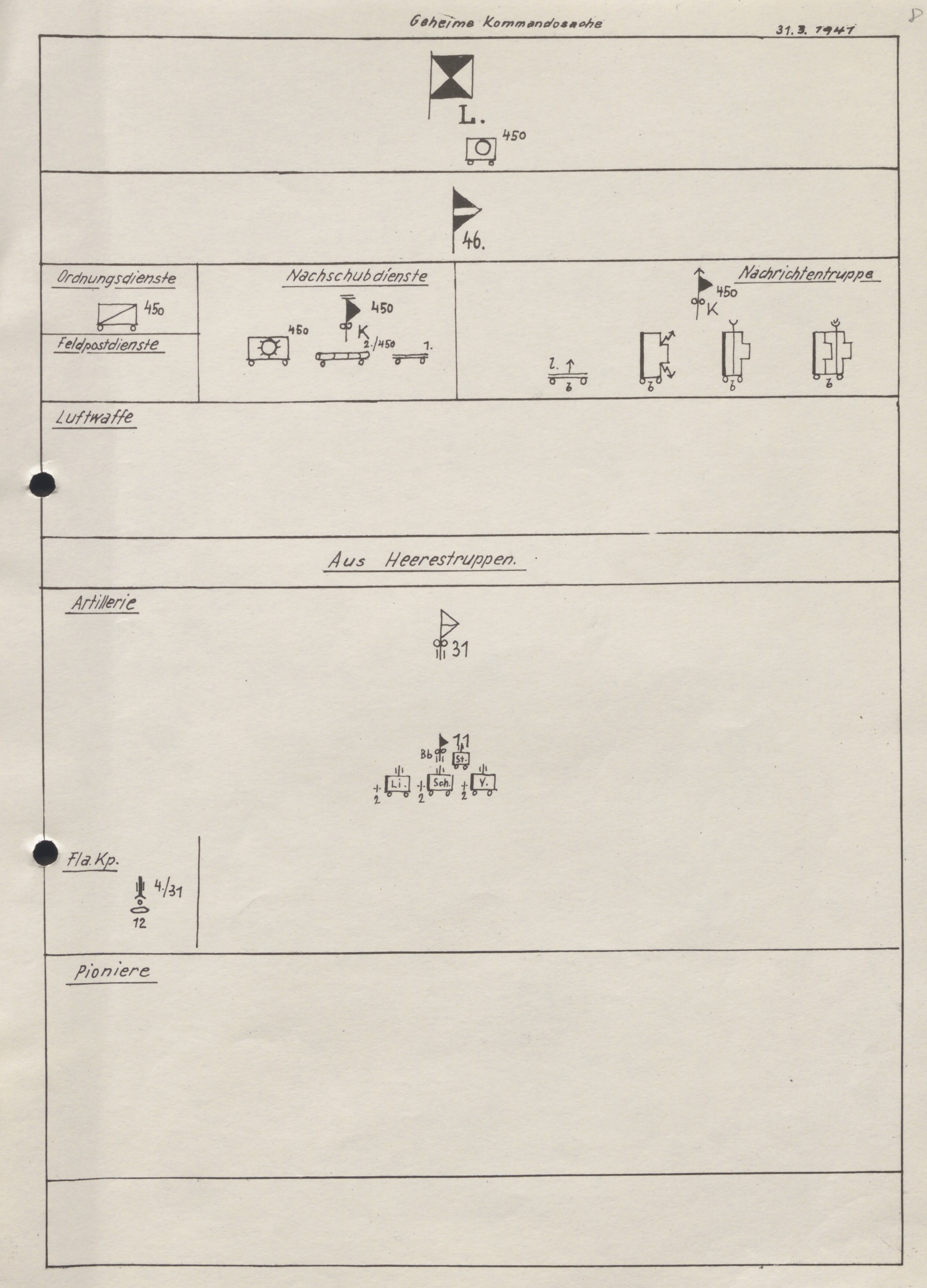
Gliederung des L. Armeekorps am 31. März 1941, taktische Zeichen

Das Korps wurde im Frühjahr 1941 nach Bulgarien verlegt und wurde dort dem Befehl der 12. Armee (Generalfeldmarschall Wilhelm List) unterstellt. Vom 6. bis zum 23. April 1941 war das Korps mit der unterstellten 46. und 294. Infanterie-Division im Balkanfeldzug eingesetzt. Das Korps gehörte hier den größten Teil der Zeit zur Armee-Reserve und kam kaum ins Gefecht. Der Vormarsch des Korps erfolgte über den Schipka-Pass nach Plovdiv, über Dubnitza und Veles nach Prilep.
Im Anschluss an den Balkanfeldzug wurde Lindemanns Generalkommando Ende Juni 1941 nach Ostpreußen verlegt, um den Angriff der Heeresgruppe Nord (Generalfeldmarschall Wilhelm Ritter von Leeb) auf die Sowjetunion zu verstärken. Das L. Armeekorps trat ab Juli 1941 unter den Befehl der 16. Armee (Generalfeldmarschall Ernst Busch) und drang an der Südflanke der Heeresgruppe Nord im Raum Welikije Luki vor. Um die Verbindung zur Heeresgruppe Mitte nicht weiter zu schwächen, wurde am 28. Juli 1941 das L. Korps kurzzeitig der 9. Armee (Generaloberst Adolf Strauß) unterstellt. Am 2. August kam es zu erbitterten Kämpfen um die Höhen südwestlich von Welikije Luki, in deren Verlauf die 251. Infanterie-Division schwere Verluste erlitt und hinter die Lowat ausweichen musste.
Für den Angriff auf Leningrad wurde das L. Korps danach in den Bereich der 18. Armee (Georg von Küchler) verlegt. Am 22. August begann das Korps den Angriff auf Luga und erreichte Ende August den Durchbruch auf Siwerskaja. Unter Führung der Panzergruppe 4 gestellt, nahm das L. Armeekorps im September 1941 am Angriff auf Leningrad teil. Das L. Korps war bereits für den Einmarsch in Leningrad und General Lindemann als Stadtkommandant vorgesehen, jedoch die Einnahme der Stadt gelang nicht mehr. Am 17. Januar 1942 entsetzte Hitler Generalfeldmarschall Ritter von Leeb als Oberbefehlshaber, an seiner Stelle übernahm die Heeresgruppe Nord der bisherige Führer der 18. Armee, Generaloberst von Küchler. Die Wahl eines neuen Oberbefehlshabers der 18. Armee fiel auf Georg Lindemann, der am 18. Januar 1942 diesen Posten antrat, das freigewordene L. Armeekorps übernahm darauf General der Kavallerie Philipp Kleffel.

### 1942/43
Im Jahr 1942 lag das L. Korps mit 58. und 215. Infanterie-Division als rechter Flügel der 18. Armee südlich von Puschkino in Defensivstellung und hielt zusammen mit dem XXVI. und dem XXVIII. Armeekorps die „Leningrader Blockade“ aufrecht. Im Oktober 1942 wurde das nach der Eroberung der Krim freigewordene LIV. Armeekorps nach Leningrad geworfen und am rechten Flügel des Korps eingeschoben. Das L. Korps erhielt neben der altbewährten 215. ID. vorübergehend auch die 9. und 10. Luftwaffen-Felddivision unterstellt. Nach deren Übernahme des Küstenabschnittes im Raum Oranienbaum durch das III. Luftwaffen-Feldkorps erhielt das L. Korps zum Ausgleich die 250. und 170. Infanterie-Division unterstellt. Am 13. Februar 1943 führte das L. Korps mit Teilen der 24., 58. und 215. Infanterie-Division Gegenangriffe gegen die bei Ljuban eingebrochenen Feindkräfte und verhinderte die Vereinigung dieser Gruppe mit den Truppen der Leningrader Front südlich Mga. Am 17. September 1943 übernahm General der Infanterie Wilhelm Wegener die Führung des Korps, das jetzt die 126., 170. und 215. Infanterie-Division unterstellt wurden.

### 1944/45
Nach der Offensive der sowjetischen Front unter General Leonid Goworow im Januar 1944 wurde der deutsche Rückzug vor Leningrad erzwungen. Bis April 1944 wurde das Korps durch die sowjetische Offensive auf Pskow zurückgeworfen und erhielt dort im Verband der 16. Armee (General der Artillerie Hansen) bis Juli 1944 die Bezeichnung „Gruppe Wegener“. Im September 1944 war dem Generalkommando die 122., 126. und 290. Infanterie-Division zugeteilt. Die übergeordnete 16. Armee musste sich während der Baltischen Operation nach dem sowjetischen Durchbruch zur Ostsee bis 15. Oktober 1944 aus Riga nach Westen zurückziehen. Das danach im Kurlandkessel eingeschlossene L. Korps wurde die neue Front nördlich Mitau zugewiesen. Zur Jahreswende auf 1945 unterstanden dem Korps die 24., 122. und 389. Infanterie- sowie die 12. Luftwaffen-Felddivision im Gebiet Rubeni bis nordöstlich des Lielauce-See. Im März 1945 wurde das Generalkommando wieder der 18. Armee (General der Infanterie Ehrenfried Oskar Boege) unterstellt. Bei der Kapitulation im Mai 1945 bildete das Korps (mit der 563. V.G.D., 11. und 290. I.D.) den linken Armeeflügel, die Stellungen wurden zusammen mit dem rechts eingesetzten II. Armeekorps und dem links eingesetzten XXXVIII. Panzerkorps der 16. Armee bis zum Kriegsende gehalten.

## Führung
Kommandierende Generale:
- General der Kavallerie Georg Lindemann 8. Oktober 1940 bis 19. Januar 1942
- General der Kavallerie Philipp Kleffel 19. Januar bis 3. März 1942
- General der Infanterie Herbert von Böckmann 3. März bis 20. Juli 1942
- General der Kavallerie Philipp Kleffel 20. Juli 1942 bis 17. September 1943
- General der Infanterie Wilhelm Wegener 17. September 1943 bis 24. September 1944
- Generalleutnant Hans Boeckh-Behrens 24. September bis 24. Oktober 1944
- General der Gebirgstruppe Friedrich Jobst Volckamer von Kirchensittenbach 25. Oktober 1944 bis 11. April 1945
- Generalleutnant Erpo von Bodenhausen 12. April bis 8. Mai 1945

Chef des Generalstabes:
- Oberst i. G. Rudolf Sperl 25. Oktober 1940 bis 25. Juni 1943
- Oberst i. G. Kurt Spitzer 25. Juni 1943 bis April 1944
- Oberstleutnant i. G. Werner Richter April bis Oktober 1944
- Oberst i. G. Ernst-Friedrich Langenstraß Oktober 1944 bis Mai 1945

Erster Generalstabsoffizier:
- Major i. G. Hans Refior Oktober 1940 bis 24. Februar 1942
- Major i. G. Klaus Hocheisel 25. Februar bis Oktober 1942
- Major i. G. Horst Ogilvie Oktober 1942 bis März 1943
- Major i. G. Heinrich Graf Strachwitz von Grosszauche und Camminetz März bis September 1943
- Major i. G. Burkhard Freiherr Loeffelholz von Colberg September 1943 bis Juli 1944
- Major i. G. Günter Goebel Juli 1944 bis Januar 1945
- Major i. G. Bernd Bosselmann Januar bis 8. Mai 1945